# Tinamins
Els tinamins (Tinaminae) són una de les dues subfamílies en què habitualment hom classifiquin els tinamús. De vegades conegudes com a tinamús de bosc, habiten normalment a la selva humida i altres medis forestals, més que no pas a planures àrides o praderies que són l'hàbitat de l'altra subfamília, els noturins (Nothurinae).

## Llista de gèneres
Conté tres gèneres amb 29 espècies vives, segons la classificació del Congrés Ornitològic Internacional (versió 2.8, 2011):
- Gènere Tinamus, amb 5 espècies.
- Gènere Nothocercus, amb tres espècies.
- Gènere Crypturellus, amb 21 espècies.